# Pensacola-Pole Basin
Das Pensacola-Pole Basin ist ein subglaziales Sedimentbecken in Antarktika.

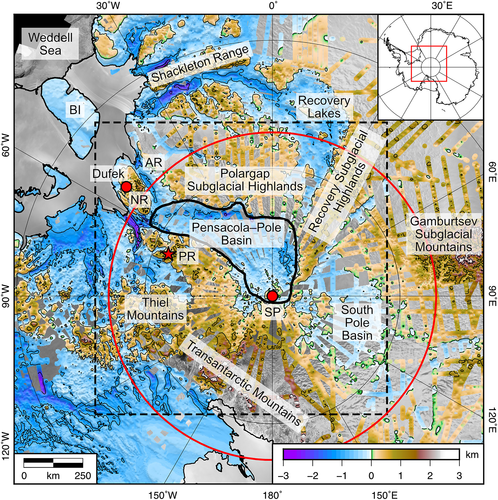
Karte vom subglazialen Pensacola-Pole Basin

Das südliche Ende schließt fast unmittelbar an den Südpol an und erstreckt sich nordwestlicher Richtung, wo es in das Weddellmeer mündet. Umgeben ist es westlich von den Pensacola Mountains, den Thiel Mountains, dem nördlichen Transantarktischen Gebirge, den Whichaway-Nunatakker, der Shackleton Range und den Theron Mountains. Die nordöstliche Begrenzung bilden die Recovery Subglacial Highlands und die Polargap Subglacial Highlands. Bis auf wenige Nunataks ist das Pensacola-Pole Basin völlig vom Antarktischen Eisschild überdeckt. Mehrere Gletscher fließen von diesem ins Weddellmeer.

Karte Antarktikas mit dem Weddellmeer
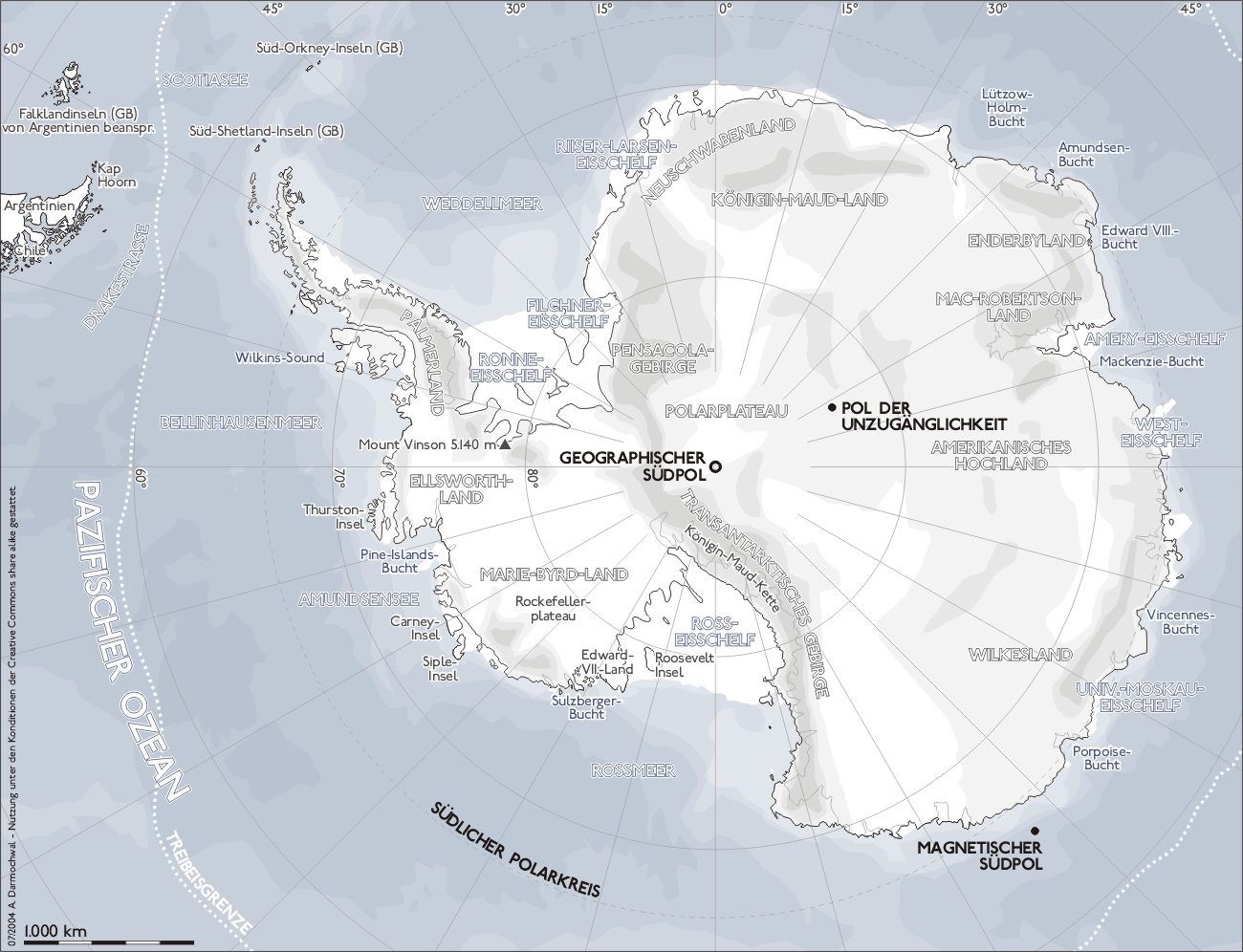
Karte der Antarktis mit dem Südpol
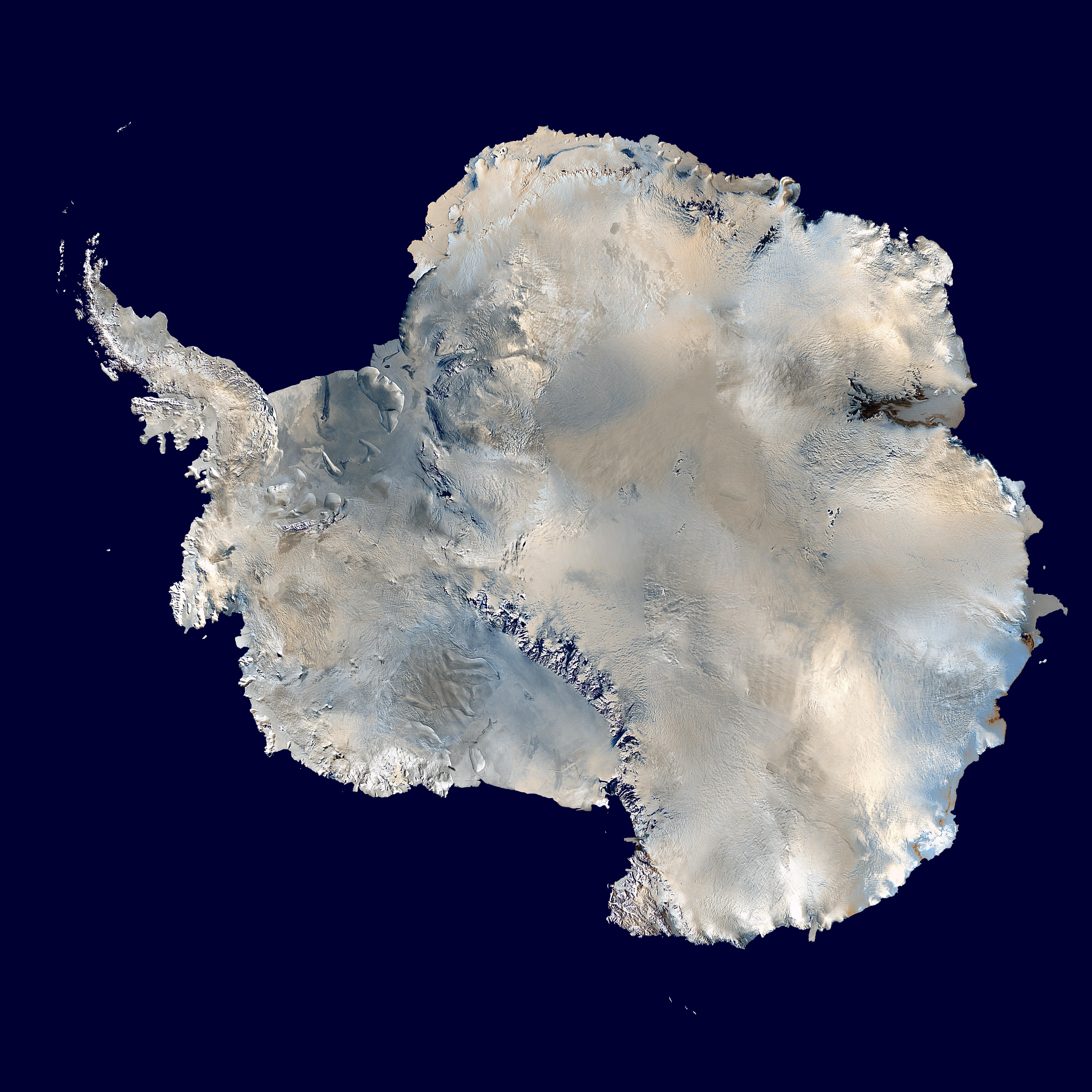
Satellitenaufnahme vom Antarktischen Eisschild

## Beckenbildung

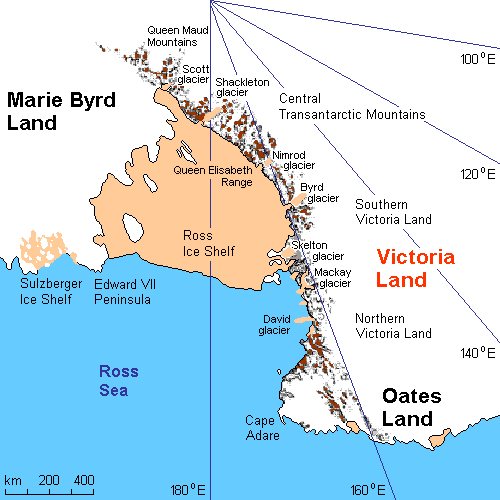
Lage von Viktorialand

Daten der Apatit-Spaltspurdatierung (AFT) und (U-Th)/He-Thermochronologie sowie die Modellierung der thermischen Vorgeschichte wurden so interpretiert, dass das Grundgebirges entlang des Kontinentalrandes von Viktorialand bis Coatsland seit dem mittleren Paläozoikum durch Sedimentfolgen in zwei Phasen abgesenkt wurde. Die erste Phase war mit der Ablagerung von Schichten der Beacon Supergroup am Panthalassa-Subduktionsrand von Gondwana in einer Reihe von Becken verbunden, die gemeinsam als „Transantarctic Basin“ bezeichnet werden. Die zweite begann im Jura nach Ablagerung der Karoo-Ferrar-Magmaprovinzen, dem Beginn der Ozeanbodenspreizung im Weddellmeer, dem anschließenden Gondwana-Zerfall sowie dem Beginn der Ozeanbodenspreizung zwischen Afrika und Ostantarktika. Der nordöstliche Rand des Beckens ist an den beiden Highlands durch ein System bis zu 1,5 Kilometer eingesunkener subglazialer Tröge gekennzeichnet. Diese Beckeneigenschaften widerspiegeln womöglich den Einfluss vergangener Eisschilde. Sie können auch Einfluss auf die aktuelle Dynamik des darüber liegenden Ostantarktischen Eisschildes ausüben. Anhand mehrerer luftfahrtgestützter Fernerkundungsmethoden wurden Eisdicken und die Topografie des Beckensbodens ermittelt. Deren Messungen ergaben eine Beckenausbreitung von ca. 700 mal 250 Kilometer mit einer Fläche von ca. 150.000 Quadratkilometern. Die heutigen Grundgesteinshöhen innerhalb des Beckens reichen von – 2160 m bis + 310 Meter (relativ zum heutigen Meeresspiegel) mit einer durchschnittlichen Höhe von – 490 m. Die durchschnittliche Eisdicke im Becken beträgt 2,84 Kilometer, und die Eisdicke übersteigt im Landesinneren des Beckens 3 Kilometer.

## Sedimente
Fernerkundungsdaten zeigen, dass das Pensacola-Pole Basin durch eine topografische Vertiefung definiert ist, die ca. 500 Meter unter dem Meeresspiegel liegt. Unter dem südlichen Teil des Beckens lagert eine 2 bis 4 Kilometer mächtige Sedimentfolge. Diese wird als Äquivalent zur Beacon Supergroup und den damit verbundenen magmatischen Ferrar-Doleriten interpretiert, die im südlichen Transantarktischen Gebirge und in Viktorialand exponiert sind. Jedoch fehlen ähnliche Gesteine im nördlichen Teil des Beckens weitgehend.